# Luftgap

Järnkärna med luftgap.

Luftgap används i transformatorer när magnetfältet är så stort att kärnan går i mättning annars. Man fördelar alltså magnetfältet från järnet till luftgapet och kan på så sätt hantera större H-fält. Luftgapet är sällan större än bråkdelen av en millimeter.

## Problemställning
Antag att vi har en toroid med innerdiameter a, ytterdiameter b, höjd h samt antal varv N. Man kan visa att en sådan toroidtransformator har en induktans:
{\displaystyle L={\frac {\mu _{eff}N^{2}h}{2\pi }}\ln {\frac {b}{a}}} (Henry)
Man kan också visa att om Hg är H-fältet i gapet och Hf är H-fältet i det ferromagnetiska järnet får man:
{\displaystyle {\frac {Hg}{Hf}}={\frac {\mu }{\mu _{0}}}=\mu _{r}}
det vill säga magnetfältet i luftgapet är {\displaystyle \mu _{r}} gånger större.
Slutligen kan man visa att:
{\displaystyle \mu _{eff}=\mu _{0}{\frac {\mu _{r}}{1+{\frac {lg}{lm}}\mu _{r}}}}
där lg och lm är längden på luftgapet respektive den magnetiska längden.

## Fotnot
{\displaystyle \oint _{C}Hdl=NI_{0}}
I linjära sammanhang innebär detta helt enkelt att:
{\displaystyle H={\frac {NIo}{lm+lg}}}
och i och med att:
{\displaystyle B=\mu _{eff}\cdot H}
kan man alltså styra den magnetiska flödestätheten med hjälp av ett luftgap.